# Embalse de El Limonero
Embalse de El Limonero ist ein Stausee im Gemeindegebiet von Málaga in Andalusien.
Der Bau des Staudammes am Fluss Guadalmedina wurde 1980 begonnen und 1983 fertiggestellt. Die Bauart der rund 400 Meter langen und 95 Meter hohen Bogentalsperre wurde aus Gestein und Erde aufgeschüttet. Die Stabilität des Bauwerks wird durch das Eigengewicht und den flachen Böschungswinkel gegeben. Die Abdichtung erfolgte durch verschiedene Tonschichten. 
Der Stausee mit einer Länge von rund 2,6 Kilometer bedeckt eine Fläche von 104 Hektar und speichert rund 25 Kubikhektometer Nutzwasser und dient als Versorgungsquelle für die Stadtwasserversorgung der Stadt Málaga. Betreiber ist Agencia Andaluza del Agua. In ausgewiesenen Zonen ist Sportangeln, Bootfahren und Badebetrieb zugelassen.